# Korona misteryjna
Korona misteryjna – cykl obrazowy Francisca José Gómeza de Argüello (znanego jako Kiko Argüello) namalowany w latach 1984–1998 w kościele św. Bartłomieja Apostoła w Scandicci, stanowiący przykład realizacji koncepcji „nowej estetyki” w sztuce sakralnej, wdrażanej na podstawie wskazań soboru watykańskiego II oraz przepisów liturgicznych. Cykl składa się z 15 ikon obrazujących wydarzenia z życia Jezusa i Maryi: od Zwiastowania po Wniebowstąpienie Jezusa i Zaśnięcie Matki Bożej. Praca ta stanowiła punkt wyjścia dla późniejszych realizacji budowy nowych kościołów, a także renowacji istniejących świątyń.

## Autor cyklu
Autorem cyklu znanego pod nazwą Korona misteryjna jest Francisco José Gómez de Argüello (znany jako Kiko Argüello), absolwent Królewskiej Akademii Sztuk Pięknych San Fernando w Madrycie, który już od czasu uczestnictwa w grupie „Gremio 62” w latach 60. XX w. rozwijał ideę tworzenia nowej sztuki sakralnej. Argüello kierował się ideą sformułowaną przez Fiodora Dostojewskiego, że „piękno zbawi świat” i uważał, iż „Kościół może uratować nowa estetyka”. Przez lata rozwijał projekt tworzenia tzw. nowej estetyki w sztuce sakralnej, która  miała funkcjonować zgodnie ze wskazaniami soboru watykańskiego II dotyczącymi spraw artystycznych oraz przepisów liturgicznych i realizować nową formę plastyczną, która łączy tradycję i nowoczesność.

### „Nowa estetyka”
Podczas realizacji projektu budowy nowego kościoła św. Bartłomieja Apostoła w Scandicci (wraz z zespołem budynków parafialnych) koło Florencji (1978–1982) Argüello wraz z zespołem architektów przedstawili i wdrożyli koncepcję architektoniczną i estetyczną, która odzwierciedlała koncepcję „nowej estetyki” polecanej przez sobór watykański II. Soborowa reforma liturgiczna wprowadziła rezygnację z przeżywania celebracji chrześcijańskiej jako skierowanej od człowieka do Boga (coram Deo) na rzecz celebracji ukierunkowanej do ludu (coram populo), czego wyrazem było między innymi odłączenie ołtarza od tylnej ściany prezbiterium. Soborowe reformy uruchamiały potrzebę stosowania figuratywnych języków sztuki i architektury, a także wyjaśniania znaczenia znaków i symboli. W ramach projektu, w latach 1984–1998 Argüello zrealizował we wnętrzu kościoła cykl obrazowy określany jako Korona misteryjna (La Corona misterica).

## Historia cyklu
Zaprojektowany wysoki, ośmiokątny pas otaczający w górnej części całą nawę kościoła św. Bartłomieja Apostoła w Scandicci, który miał uobecniać Niebo, nazwany został „koroną”. Pas ten został przez Argüello pokryty obrazami inspirowanymi ikonografią Kościoła wschodniego, które miały za zadanie zwieńczać przestrzeń zgromadzenia wiernych oraz obrazować zjednoczenie Nieba i Ziemi.
Ukształtowanie przestrzeni sakralnej na planie ośmiokąta nawiązuje do starożytnych chrześcijańskich budowli, szczególnie baptysteriów. Umieszczone na płaszczyznach owego pasa ikony opasują całą główną przestrzeń wokół ołtarza, a ich układ stanowi odzwierciedlenie drugiego (bądź trzeciego) rzędu ikonostasu – rzędu świątecznego (prazdników). Ikony obrazują poszczególne momenty chrześcijańskiej historii zbawienia, obejmujące cały rok liturgiczny. Wykonana przez Argüello Korona misteryjna, opierając się na ikonograficznym kanonie Kościoła wschodniego, aspiruje do połączenia sztuki chrześcijańskiego Wschodu i Zachodu. Autor w swojej twórczości sięga także do malarstwa Picassa, Braque’a i Matisse’a. Sama nazwa cyklu wiąże się z umiejscowieniem obrazów, które „koronują” zgromadzenie, łącząc przestrzeń Nieba i Ziemi. Korona misteryjna jest „próbą odzwierciedlenia Boskiego porządku i doświadczenia Boga”.
W trosce o dłuższe zachowanie barw przez ikony Argüello zastosował nową technikę, polegającą na tym, że pas „korony” w górnej części kościoła został przygotowany ze „stiuku rzymskiego, składającego się z pyłu marmurowego i wapna”, zaś farby zostały wykonane z tlenku żelaza oraz innych minerałów połączonych olejem lnianym i esencją terpentynową. Dzięki temu zabiegowi farby zostały wchłonięte przez przygotowaną uprzednio ścianę, jak to ma miejsce przy malowaniu fresków. Postaci i przedmioty obrazowane na ikonach są otoczone złotymi arkuszami i łączą obrazy w nieprzerwany pas światła. Stosowane w malarstwie ikonograficznym złoto ma wyobrażać światłość emitowaną przez obecność Boga.
Większość obrazów cyklu ma wymiary 4,20 m długości i 3,30 m wysokości, a centralna ikona Chrystusa Pantokratora oraz ikony Przemienienia Pańskiego i Objawienia Chrystusa Zmartwychwstałego zostały namalowane na krótszych bokach ośmiokątnej korony i mają wymiary 4,70 m × 3,30 m.
Cykl składa się z ikony Chrystusa Pantokratora i 14 innych ikon, obrazujących wydarzenia z życia Jezusa i Maryi: od Zwiastowania po Wniebowstąpienie Jezusa i Zaśnięcie Matki Bożej:
- Zwiastowanie,
- Boże Narodzenie,
- Chrzest Pański,
- Przemienienie Pańskie,
- Wjazd Chrystusa do Jerozolimy,
- Ostatnia wieczerza,
- Ukrzyżowanie,
- Zbawiciel w Majestacie (Chrystus Pantokrator),
- Zdjęcie z Krzyża,
- Zstąpienie do otchłani,
- Niewiasty u Grobu,
- Chrystus Zmartwychwstały ukazuje się uczniom,
- Wniebowstąpienie,
- Zesłanie Ducha Świętego,
- Zaśnięcie Marii.

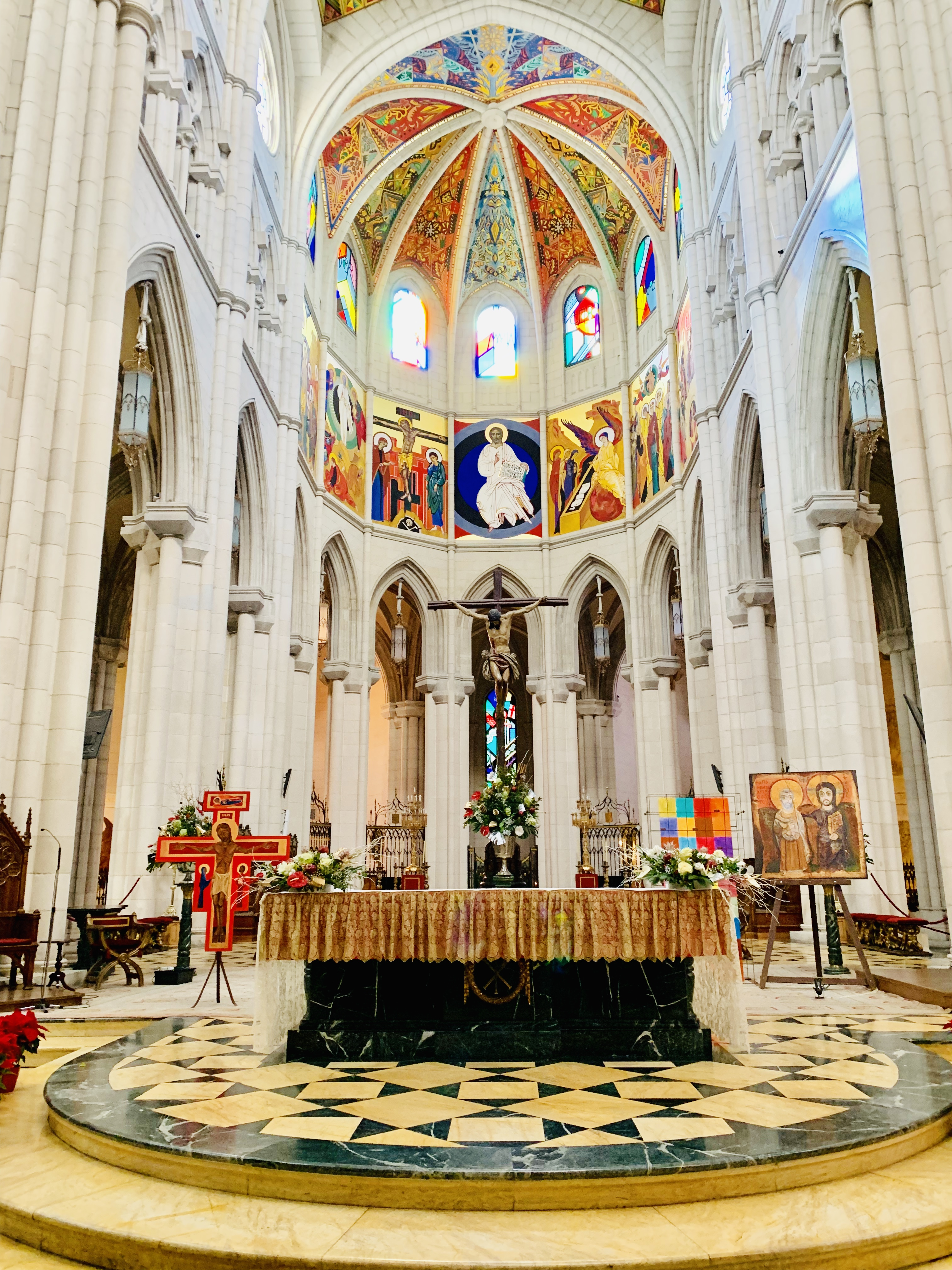
Korona misteryjna w prezbiterium Katedry Almudena w Madrycie

Ulokowanej w części centralnej ikonie postaci Chrystusa Pantokratora towarzyszy cytat zapisany na stronicy otwartej księgi: „Kochajcie waszych nieprzyjaciół – niebawem przyjdę”. Ikona obrazuje Chrystusa okrytego boską chwałą, który powraca na końcu czasów, aby sądzić ziemię. Obrazowanie po prawej stronie Chrystusa przedstawia jego ziemskie życie, a po stronie lewej – życie w niebie.
Praca ta stanowiła punkt wyjścia dla późniejszych realizacji budowy nowych kościołów (Santa Catalina Labouré w Madrycie, 2003; Nuestra Señora del Pilar w Valdemoro, 2011), a także renowacji istniejących świątyń (San Pedro el Real i Virgen de la Paloma w Madrycie czy San Frontis de Zamora).

### Kolejne realizacje cyklu
- parafia św. Bartolomeo in Tuto (Florencja)[14],
- parafia św. Katarzyny Labouré (Madryt)[14],
- katedra Almudena w Madrycie (kompozycja 7 ikon)[15],
- parafia Santa Catalina Labouré w Madrycie[16],
- Seminarium w Maceracie[17],
- kościół Nuestra Señora del Pilar w Valdemoro, 2011[18],
- Seminarium Redemptoris Mater w Rzymie (2017)[19],
- Seminarium Redemptoris Mater w Warszawie[14][20][21],
- katedra Matki Bożej Arabskiej w Bahrajnie[22],
- Parafia św. Rafała Kalinowskiego w Częstochowie.